# 古勒
古勒（法語：Goulles，法語發音：[ɡul]）是法国科雷兹省的一个市镇，属于蒂勒区。

## 地理
古勒（45°2'33"N, 2°4'47"E）面积33.4 平方千米，位于法国新阿基坦大区科雷兹省，该省份为法国中南部省份，北起上维埃纳省和克勒兹省，西接多爾多涅省，南至洛特省，东临多姆山省和康塔爾省。
与古勒接壤的市镇（或旧市镇、城区）包括：蒙韦尔、鲁菲亚克、锡朗、圣博内-莱图尔德梅尔勒、圣热涅奥梅尔、圣于连勒佩勒兰、塞克勒。

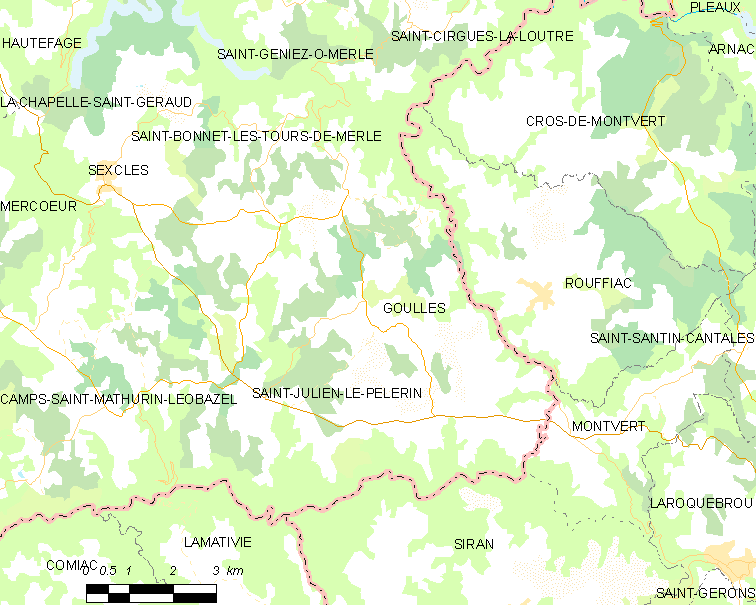
古勒的OSM定位图

古勒的时区为UTC+01:00、UTC+02:00（夏令时）。

## 行政
古勒的邮政编码为19430，INSEE市镇编码为19086。

## 政治
古勒所属的省级选区为多尔多涅河畔阿让塔县。

## 人口

1962-2008年间古勒人口变化图示

古勒于2022年1月1日时的人口数量为327人。